# 추징
| |
| 형법 刑法 |
| 형법학 · 범죄 · 형벌 죄형법정주의 |
| 범죄론 |
| 구성요건 · 실행행위 · 부작위범 간접정범 · 미수범 · 기수범 · 중지범 불능범 · 상당인과관계 고의 · 고의범 · 착오 과실 · 과실범 공범 · 정범 · 공동정범 공모공동정범 · 교사범 · 방조범 |
| 항변 |
| 위법성조각사유 · 위법성 · 책임 · 책임주의 책임능력 · 심신상실 · 심신미약 · 정당행위 · 정당방위 · 긴급피난 · 오상방위 · 과잉방위 · 강요된 행위                                     |
| 죄수 |
| 상상적 경합 · 연속범 · 병합죄 |
| 형벌론 |
| 사형 · 징역 · 금고 벌금 · 구류 · 과료 · 몰수 법정형 · 처단형 · 선고형 자수 · 작량감경 · 집행유예                                                                                  |
| 대인범죄 |
| 폭행죄 · 상해치사죄 · 절도죄 |
| 성범죄 · 성매매알선 · 강간죄 |
| 유괴 · 과실치사상죄 · 살인죄 |
| 대물범죄 |
| 손괴죄 · 방화죄 |
| 절도죄 · 강도죄 · 사기죄 |
| 사법절차 방해죄 |
| 공무집행방해죄 · 뇌물죄 |
| 위증죄 · 배임죄 |
| 미완의 범죄 |
| 시도 · 모의 · 공모 |
| 형법적 항변 |
| 자동증, 음주 & 착오 |
| 정신 이상 · 한정책임능력 |
| 강박 · 필요 |
| 도발 · 정당방위 |
| 다른 7법 영역 |
| 헌법 · 민법 · 형법 |
| 민사소송법 · 형사소송법 · 행정법 |
| 포털: 법 · 법철학 · 형사정책 |
| v • d • e • h |

추징(追徵)은 몰수의 대상물의 전부나 일부를 몰수하기가 불능한 경우에 이를 대신하여 그 가액의 납부를 명령하는 사법처분을 가리키는 단어이다. 그러나 몰수의 취지를 관철하기 위해 인정된 제도이며, 부가형으로서의 성질을 가진다. 몰수하기 불능할 경우로는 소비나 혼동 또는 분실 및 양도 등으로 인해 판결 당시에 사실상 또는 법률상 몰수할 수 없는 경우가 있다. 수인이 공모하여 뇌물을 수수한 경우에 몰수가 불능하여 가액을 추징할 때에는 개별적으로 추징하여야 하며, 개별적으로 알 수 없을 때에는 평등하게 분할한 가액을 추징하여야 한다.

## 판례
- 범죄행위로 취득한 주식의 판결 선고시의 주가뿐만 아니라 그 처분가액을 정확히 알 수 없는 경우, 주식의 시가가 가장 낮을 때를 기준으로 산정한 금액을 추징하여야 한다.[1]
- 추징하여야 할 가액의 산정은 재판선고시의 가격을 기준으로 하여야 한다.[2]
- 주형의 선고를 유예하지 않으면， 이에 부가할 추징에 대해서만 선고를 유예할 수는 없다[3].
- 뇌물수수자가 공동수수자 아닌 종범에게 뇌물 중 일부를 사례금 등의 명목으로 교부한 경우 뇌물수수자에게서 수뢰액 전부를 추징하여야 한다.[4]
- 범죄행위로 취득한 주식의 가액을 추징하는 경우, 주식의 취득대가로 지급한 금원을 뺀 나머지를 추징해야 하는 것은 아니다[5]

## 참고 문헌
- 손동권, 『체계적 형법연습』, 율곡출판사, 2005. (ISBN 8985177915)

## 같이 보기
- 구류
- 몰수
- 벌금